# Polyton
Der Polyton ist ein deutscher Musikpreis von Musikschaffenden für Musikschaffende aus dem Bereich der populären Musik. Initiiert wurde der Preis von der Akademie für Populäre Musik, unterstützt wird er durch die Beauftragte der Bundesregierung für Kultur und Medien sowie die Initiative Musik.

## Beschreibung
Der Polyton ist gedacht als Auszeichnung von Musikschaffenden für Musikschaffende und legt seinen Fokus nicht nur auf Kommerz, womit er sich insbesondere vom eingestellten Echo Pop abheben soll. Die Gewinner werden von einer Jury bestimmt, bei der ersten Verleihung waren dies die ersten 50 Gründungsmitglieder. Berücksichtigt werden kategorieübergreifend Alben, Lieder, Musikvideos, Liveacts und Initiativen. Die Akademie mit ihren Gründungsmitgliedern aus verschiedenen Genres und Tätigkeitsfeldern der Musik ermittelt in einem dreistufigen Verfahren die nominierten Werke und Preisträger, um eine Gewaltenteilung innerhalb der Auswahl zu gewährleisten. Die nominierten Werke würdigt die Akademie mit interdisziplinären Hommages.
Neben der Preisverleihung findet eine Eventreihe davor und danach statt. An diesen Tagen dienen Denkfabriken, ein Runder Tisch und Lesungen dazu, ein offenes Forum zu schaffen, das Austausch und Diskurs anstößt und somit nachhaltige und faire Veränderungsprozesse in der Musikbranche unterstützen soll. Ein großes Anliegen der Akademie ist es zudem, alle Nominierten gleichermaßen für die besonderen Leistungen wertzuschätzen. Deswegen öffnet eine multidisziplinäre Ausstellung, in der die Werke umfassend präsentiert und zelebriert werden.

## Veranstaltungen
- 17. November 2023: Berlin, Atelier Gardens[2]
- 23. Oktober 2024: Berlin, Atelier Gardens[3]

## Mitglieder der Akademie für Populäre Musik
- Jennifer Atswei-Akpor Allendörfer (Suena)
- Nguyễn Baly
- Lex Barkey
- Shanice Bennett
- Qidinah Berkeley
- Birgit Böcher
- Davide Bortot
- Benjamin Budde
- Taha Cakmak
- Luís Cruz (Lucry)
- Barbara Davidavicius (Shirin David)
- Elif Demirezer
- Björn Deparade
- Ebru Düzgün (Ebow)
- Sarah Farina
- Milena Fessmann
- Kat Frankie
- Markus Ganter
- Dieter Gorny
- Herbert Grönemeyer
- Alex Grube
- Nayon Han
- Mike Heisel
- Judith Holofernes
- Ian Hooper
- Reiner Hubert
- Balbina Jagielska
- Nanni Johansson
- Jenniffer Kae
- Roland Kaiser
- Charly Klauser
- Eric Krüger
- Michelle Leonard
- Annett Louisan
- Katja Lucker
- Peter Maffay
- Henrik Meinke
- Johannes Oerding
- Patrick Salmy
- Julian Paul Schmit (Schmyt)
- Moses Schneider
- Karo Schrader
- Lillo Scrimali
- Renato Simunović (RIN)
- Hadnet Tesfai
- Sara Torchani
- Linda-Philomène Tsoungui
- Anne de Wolff[2]

## Preisträger

### 2023
Bei der ersten Verleihung im Jahr 2023 wurden acht Preise in den folgenden Kategorien verliehen:

#### Bühne
Die Kategorie Bühne zeichnet konzeptionelle, organisatorische und technische Elemente eines Liveacts aus (u. a. Technik, Dramaturgie, Konzept).
- Künstlerische Konzeption Deichkind Live 2022 – Henning Besser

- Künstlerische Konzeption Casper-Show Hurricane Festival 2023 – Beat Gottwald, Benjamin Griffey (Casper), Christopher Möller
- Künstlerische Konzeption Helene Fischer Live-Tour 2023 – Cirque du Soleil, Helene Fischer

#### Digital
Die Kategorie Digital zeichnet die Anwendung von Technologien und Plattformen bei der Erschaffung oder Verbreitung eines Videos, Liveacts oder einer Initiative aus (u. a. Technologie, Virtualität, Show).
- #musicmetoo – Musicmetoo

- Moderat FM – Moderat (Gernot Bronsert, Sascha Ring, Sebastian Szary), Shawn Reynaldo
- Cycles (The Call) – Klaus Sahm

#### Kollaboration
Die Kategorie Kollaboration zeichnet die Zusammenarbeit von zwei oder mehreren Personen aus (u. a. Kooperation, Gemeinschaft).
- A Song for You – A Song for You

- 3 Sekunden – Céline, Paula Hartmann
- Ich glaub ich will heut nicht mehr gehen – Nina Chuba, Provinz
- Wer ist schon normal – CassMae, Dirtycor, Graf Fidi, KlasoK, Trapqueen Yasmina

#### Komposition
Die Kategorie Komposition zeichnet die musikalische Idee und Zusammensetzung eines Tracks, Albums oder einer Livevorführung aus (u. a. Melodie, Harmonie, Rhythmus).
- Versprochen, alles wird gut! – Blumengarten (Rayan Djima, Samuel Eickmann)

- 2 Minuten – Felix Dautzenberg (Berq), Dennis Neuer
- Glas – Nina Kaiser (Nina Chuba)
- Tau – Herbert Grönemeyer
- Zwischen den Welten – Elżbieta Steinmetz (ela.), Sarah Terenzi-Fischer (Sarah Connor)

#### Performance
Die Kategorie Performance zeichnet die Darbietung und Wirkungskraft des Werks eines Künstlers sowie des Zusammenspiels von mehreren Personen und/oder Instrumenten aus (u. a. Inszenierung, Dynamik, Interaktion).
- Live 2023 – Pierre Baigorry (Peter Fox), M.I.K Family

- A Song for You – A Song for You
- Daddy’s Eyes – Zoe Wees
- Das ist los Tour 2023 – Herbert Grönemeyer
- Perlen – Blond

#### Produktion
Die Kategorie Produktion zeichnet die Umsetzung der Idee eines Werks aus.
- Madres – Sofia Kourtesis

- 223 – RealMo
- Das ist los – Herbert Grönemeyer, Alex Silva
- Love Songs – Pierre Baigorry (Peter Fox), The Krauts (Dirk Heinz Berger, David Conen, Vincent von Schlippenbach)
- Die Nerven – Max Rieger
- Rosa rugosa – Luís Cruz (Lucry), Jennifer Atswei-Akpor Allendörfer (Suena)

#### Text
Die Kategorie Text zeichnet geschriebene oder gesungene Teile eines einzelnen Tracks oder Albums aus (u. a. Writing, Lyrik).
- 3 Sekunden – Benjamin Bistram (Biztram), Philip Böllhoff, Hannes Büscher, Céline Dorka, Tarek Ebéné, Robin Haefs, Paula Hartmann, Jan Platt, Sipho Sililo, David Vogt

- Am Wahn – Tristan Brusch, Tim Tautorat
- Lächel doch mal – Barbara Davidavicius (Shirin David), Lars Hammerstein (Laas Unltd.)
- Lauf weg – Vorname Arda (Apsilon)
- Verlierer – Alina Striedl (Luna)

#### Wildcard
Die Wildcard ist eine besondere Nominierung, die auszeichnungswürdige Werke oder Personen im Kontext des popkulturellen Spektrums unabhängig von den Kategorien und vom Bewertungszeitraum berücksichtigt (u. a. Lebenswerk, Story, besondere Leistung).
- DJ-Mentoring für FLINTA* – Femme Bass Mafia

- Hey Dostum, Çak! – Music for Children and Other People – Graham Mushnik, Derya Yıldırım
- Lebenswerk – Carola Kretschmer
- Legacy – Honey Redmond (Honey Dijon)
- Warte mein Land, warte – Ozan Ata Canani

### 2024
Bei der zweiten Verleihung im Jahr 2024 wurden acht Preise in den folgenden Kategorien verliehen:

#### Bühne
- Choreografie Shirin David Live 2023 – Fatoumata Camara

- Release-Konzerte in Meran – Roy Bianco & Die Abbrunzati Boys
- Schwarzes Herz-Tour 2023 – Ayliva

#### Digital
- Sweete Instrumente – Mine

- Barbaras Rhabarberbar – Marti Fischer, Bodo Wartke
- Rammstein – Row Zero – Daniel Drepper, Elena Kuch, Nadja Mitzkat, Sebastian Pittelkow

#### Komposition
- Hold on to Deer Life, There’s a Blcak Boy Behind You! – Kabeaushé

- Gute Laune ungerecht verteilt – Kettcar
- Ibadet Ramadani – Ibadet Ramadani
- Karanlık Oda – Didem Özek
- Mein Leben ist monoton – Betterov, Provinz
- Shame – Miya Folick, Philine Sonny

#### Performance
- Live in der Wuhlheide 2024 – Beatsteaks

- Bodies-Tour
- Fuck Wagner – Chilly Gonzales, Rundfunk-Tanzorchester Ehrenfeld
- Glas Tour 2024 – Nina Chuba
- Stereo Nior – Lary
- Tour 2024 – Team Scheiße

#### Playing
Die Kategorie Playing zeichnet die instrumentelle Leistung einer Person oder Personengruppe aus.
- Arrangements – ZDF Magazin Royale (Staffel 4) – Lorenz Rhode, Rundfunk-Tanzorchester Ehrenfeld

- Schlagzeug – The Mars Volta Live Tour – Philo Tsoungui
- Gitarre und Bağlama – Apache 207 Tour 2024 – Max Grund
- Background-Gesang – Peter Maffay Tour 2024 – Linda Teodosiu
- Musikalische Direktion – „The Voice of Germany“ (Staffel 13) – Lillo Scrimali
- Background-Gesang – „Sing meinen Song – Das Tauschkonzert“ (Staffel 11) – Lena Belgart, Katja Friedenberg

#### Produktion
- Kleine Feuer – Julia Bergen, Benjamin Bistram (Biztram), David Bonk, Paula Hartmann

- Haus – Nichtseattle
- Hit Parade – DJ Koze, Róisín Murphy
- Neue Ufer – Levin Liam, Miksu/Macloud

#### Text
- Zeit, dass sich was dreht – Amadou Bagayoko, Mariam Doumbia, Ericson, Herbert Grönemeyer, Felix von Heymann (Soho Bani)

- Freiheit – Marianne Rosenberg
- Für immer Frühling – Soffie
- Haus – Nichtseattle
- Oktober in Europa – Antilopen Gang
- Wellness am Scherbenmeer – Jassin

#### Wildcard
- Atemlos durch die Nacht (10 Year Anniversary Version) – Shirin David, Helene Fischer

- AJZ-Tour durch Ostdeutschland 2024 – Beatsteaks
- Inklusives Musikprojekt – Für Elise
- Flaggen-Aktion bei den Thurn und Taxis Schlossfestspielen – Giovanni Zarrella
- Gesamtkreation – Sarah Farina
- Nachwuchsförderung – Tobias Reitz

## Rezensionen
Die Verleihung von Polyton 2024 wird von Musikjournalist Ralf Niemczyk als „demokratisch“ und „hemdsärmelig“ im Rolling Stone und Musikexpress beschrieben, denn es würde ohne „Dekadenz“ oder „Bling Bling“ zelebriert: „Die Preisträger und Preisträgerinnen müssen sich aus dem (stehenden) Publikum herausdrängeln, um ihre Aschenbecher-ähnliche Trophäe in Empfang zu nehmen. Das macht das Ganze niederschwellig, kollegial. Gute Freunde und Freundinnen stehen zusammen.“ Er resümiert die Zusammensetzung der Musikschaffenden wie folgt: „Offenheit für Mainstream, gleichzeitig ein Ohr für Neues. Warum nicht?“
Die Sendung Taff bei Prosieben beschreibt Polyton als „Generationen Clash“ und hätte mit dem alten Echo wenig zu tun: „Kein VIP Beriech (…) und auf der Gästeliste treffen Welten aufeinander“ Dass ein Mix aus neuer und alter Generation funktionieren kann, bewiesen die Künstler an dem Polyton Abend.
Anja Caspary beschreibt bei Inforadio Polyton als Preis, bei dem es nicht um Verkaufszahlen ginge, sondern um die Stärkung der Musikszene. Auf die Frage, ob dieser junge Musikpreis Polyton ein Gewicht hat antwortet Caspary: „Auf jeden Fall, ich denke der wird bleiben, (..), weil er eben von innen kommt –- aus der Musik-Community und weil er mehr will, als nur Show (…)“.
In der Berliner Zeitung wird zum Polyton 2025 geschrieben, er sei recht hierarchiefrei, denn es gäbe „kein(en) VIP-Bereich, keine Unterscheidung zwischen Groß und Klein: Sowohl Künstler, als auch alle anderen Zuschauer standen rings um ein rundes Plateau inmitten der Halle und warteten auf die Verleihung“. Außerdem sähen „viele (…) im Polyton-Musikpreis eine längst überfällige Alternative zum Echo (…)“. In der Rezension hebt Italo-Schlagersänger Bianco zu Polyton hervor: „Das hat einfach gefehlt und man hat es gebraucht. Es ist total wichtig, in Deutschland weiterhin eine Institution zu haben, die innovative Projekte aus dem Musikbereich fördert“
Im Berliner Tagesspiegel beschreibt man die Polyton Preisverleihung 2025 als eine Art besseren Echo.
Das Diffus-Musikmagazin ist der Meinung, dass die Verantwortlichen des Polyton ein „Art-Piece“ erschaffen hätten, das ohne Zweifel nach Berlin gehöre. Ob es allerdings in anderen Teilen des Landes Anklang finden würde, sei fraglich. Der Preis wird mit beträchtlichen Steuergeldern finanziert und sollte der Musikbranche und ihren Akteuren in ihrer gesamten Breite eine angemessene Plattform bieten. Die erste Verleihung habe sich allerdings so sehr in eine Nische katapultiert, dass es einer großen Anstrengung bedarf, dort wieder herauszukommen. Trotz aller Bemühungen sei man daran gescheitert, die Breite unserer Popmusik angemessen abzubilden. Und auch, wenn die Preisverleihung nur der Höhepunkt einer mehrtägigen Eventreihe gewesen sei, muss er sich die Frage gefallen lassen, ob Popmusik-Förderung in Form eines solchen Preises sinnvoll sei. Wenn es der Preis schaffe, mehr in die gesellschaftliche Mitte zu rücken und weniger ein „Art-Piece“ zu sein, habe er die Chance, viel größer zu werden und eine echte Bereicherung für die deutsche Pop-Landschaft zu sein.